# Jonction tunnel
Une jonction tunnel est, sous sa forme la plus simple, une mince barrière isolante entre deux électrodes conductrices. Le passage du courant se fait par effet tunnel à travers cette barrière. Pour qu'un courant tunnel soit possible l'épaisseur de cette barrière ne doit pas excéder 1 à 2 nanomètres.

## Types de jonctions
Les matériaux qui peuvent constituer une jonction tunnel ont des propriétés qui sont autant de différences entre les types de jonctions tunnel. L'isolant est en général un oxyde métallique, qui peut être un oxyde du métal de l'électrode ou non. Les électrodes peuvent être faites de conducteurs métalliques, semi-conducteurs ou de supraconducteur. Les recherches actuelles étudient de plus les propriétés qui résultent de l'interaction et des effets d'interface de ces différents matériaux.
- Dans le cas d'électrodes supraconductrices, les paires de Cooper portant une charge de deux fois la charge élémentaire conduisent le courant.
- Dans le cas d'électrodes de conduction métalliques, c'est-à-dire ni supraconductrices ni semi-conductrices, les électrons avec leur charge élémentaire conduisent le courant.
- Il est également possible de réaliser un dispositif de jonction tunnel grâce à une jonction PN très fortement dopée en vue de fabriquer des diodes à effet tunnel.
- La jonction tunnel magnétique est une jonction tunnel mettant en œuvre la magnétorésistance à effet tunnel entre des électrodes ferromagnétiques. Cette technologie est développée notamment pour les mémoires non-volatiles MRAM.

## Applications
Les jonctions tunnel permettent de réaliser des oscillateurs électroniques grâce à une résistance dynamique  négative sur une certaine plage de polarisation. Ce sont des "diodes à effet tunnel" .
L'intégration d'une telle jonction dans certaines diode lasers (VCSEL...) peut améliorer leurs performances. Une diode laser est une jonction PN, la partie dopée P est plus résistive que la partie N car la mobilité d'un trou d'électron est plus faible que celle d'un électron. L'utilisation d'une jonction tunnel permet de construire une configuration N P N, électriquement avantageuse, grâce à l'effet tunnel grossièrement nommé « conversion électron - trou ».